# Язід III ібн аль-Валід
Язід III ібн аль-Валід (араб. يزيد ابن الوليد ابن عبد الملك; 701 — 25 вересня 744) — халіф з династії Омеядів.

## Життєпис
Язід був сином перської княжни, яку подарували як наложницю халіфу Аль-Валіду I. Арабський історик Ат-Табарі казав, що Язід був високим і гарним.
За часи правління Язіда III відбулись серйозні заворушення у деяких провінціях халіфату. Окрім того стався розкол всередині династії Омеядів. Населення Хомса підбурило заколот, закликаючи помститись за убитого аль-Валіда II ібн Язіда, й оголосило халіфом його сина аль-Хакама. Повстанці убили намісника провінції й під командою Абу Мухаммада ас-Суф'яні вирушили на Дамаск. Загін був розгромлений Сулайманом ібн Хішамом та Абдул-Азізом ібн аль-Валідом, а ас-Суф'яні був взятий у полон. Повстання також відбувались у Палестині, Вірменії й Атропатені.